# Papua Nya Guinea i olympiska sommarspelen 1988
Papua Nya Guinea deltog i de olympiska sommarspelen 1988 med en trupp bestående av 11 deltagare, men ingen av landets deltagare erövrade någon medalj.

## Boxning
| James Iahuat      | Weltervikt    |  | Jonas Bade (TOG) L DSQ   | Gick inte vidare | Gick inte vidare | Gick inte vidare | Gick inte vidare | Gick inte vidare | Gick inte vidare |
| Washington Banian | Lätt flugvikt |  | Robert Olson (CAN) L KOH | Gick inte vidare | Gick inte vidare | Gick inte vidare | Gick inte vidare | Gick inte vidare | Gick inte vidare |

## Friidrott
Herrar
| Idrottare      | Gren                   | Heat     | Heat      | Omgång 2         | Omgång 2         | Semifinal        | Semifinal        | Final            | Final            |
| Idrottare      | Gren                   | Tid      | Placering | Tid              | Placering        | Tid              | Placering        | Tid              | Placering        |
| -------------- | ---------------------- | -------- | --------- | ---------------- | ---------------- | ---------------- | ---------------- | ---------------- | ---------------- |
| A Aaron Dupnai | Herrarnas 10 000 meter | 32:50,63 | 41        |                  |                  |                  |                  | Gick inte vidare | Gick inte vidare |
| A Aaron Dupnai | Herrarnas maraton      |          |           |                  |                  |                  |                  | 2:41:47          | 75               |
| John Hou       | Herrarnas 100 meter    | 10,96    | 82        | Gick inte vidare | Gick inte vidare | Gick inte vidare | Gick inte vidare | Gick inte vidare | Gick inte vidare |
| Johnd Siguria  | Herrarnas 800 meter    | 1:56,12  | 63        |                  |                  | Gick inte vidare | Gick inte vidare | Gick inte vidare | Gick inte vidare |
| Johnd Siguria  | Herrarnas 1 500 meter  | 4:07,04  | 57        |                  |                  | Gick inte vidare | Gick inte vidare | Gick inte vidare | Gick inte vidare |
| Takale Tune    | Herrarnas 200 meter    | 21,95    | 53        | Gick inte vidare | Gick inte vidare | Gick inte vidare | Gick inte vidare | Gick inte vidare | Gick inte vidare |
| Takale Tune    | Herrarnas 400 meter    | 47,87    | 47        | 47,48            | 32               | Gick inte vidare | Gick inte vidare | Gick inte vidare | Gick inte vidare |

Damer
| Idrottare       | Gren                 | Heat    | Heat      | Semifinal | Semifinal | Final            | Final            |
| Idrottare       | Gren                 | Tid     | Placering | Tid       | Placering | Tid              | Placering        |
| --------------- | -------------------- | ------- | --------- | --------- | --------- | ---------------- | ---------------- |
| Polonie Avek    | Damernas 1 500 meter | 4:46,49 | 27        |           |           | Gick inte vidare | Gick inte vidare |
| Polonie Avek    | Damernas 3 000 meter | DNF     | 34        |           |           | Gick inte vidare | Gick inte vidare |
| Iammogapi Launa | Damernas sjukamp     |         |           |           |           | 4566 poäng       | 25               |

## Segling
Herrar
| Seglare     | Gren                  | Lopp | Lopp | Lopp | Lopp | Lopp | Lopp | Lopp | Poäng | Placering |
| Seglare     | Gren                  | 1    | 2    | 3    | 4    | 5    | 6    | 7    | Poäng | Placering |
| ----------- | --------------------- | ---- | ---- | ---- | ---- | ---- | ---- | ---- | ----- | --------- |
| Graham Numa | Herrarnas division II | 42   | 39   | 42   | 41   | 20   | 42   | 34   | 301   | 44        |